# Legión Española

Wappen der Spanischen Legion

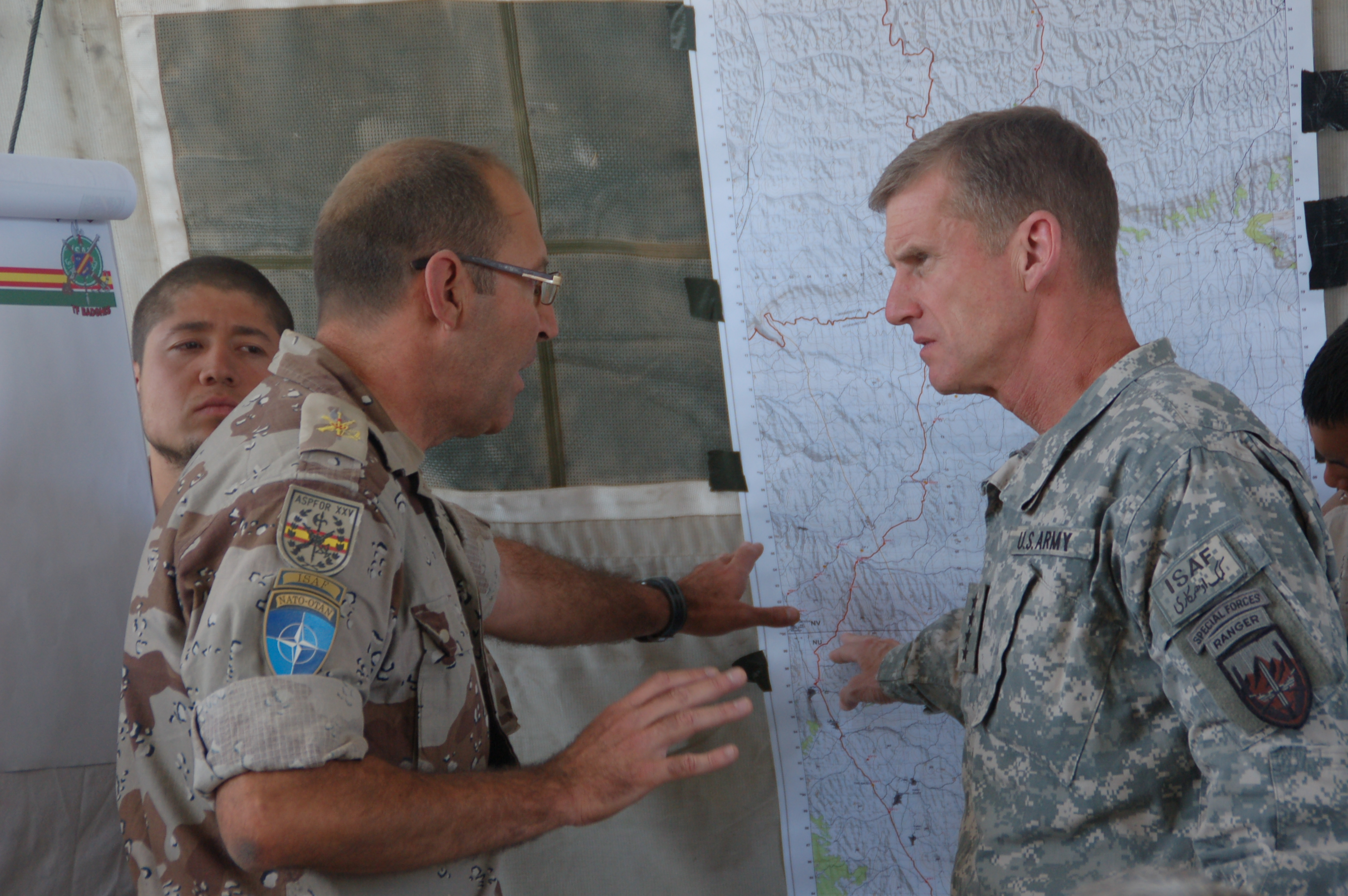
Oberstleutnant Miguel Ballenilla bei einer Lagebesprechung mit U.S. Army General McChrystal in Badghis, Afghanistan

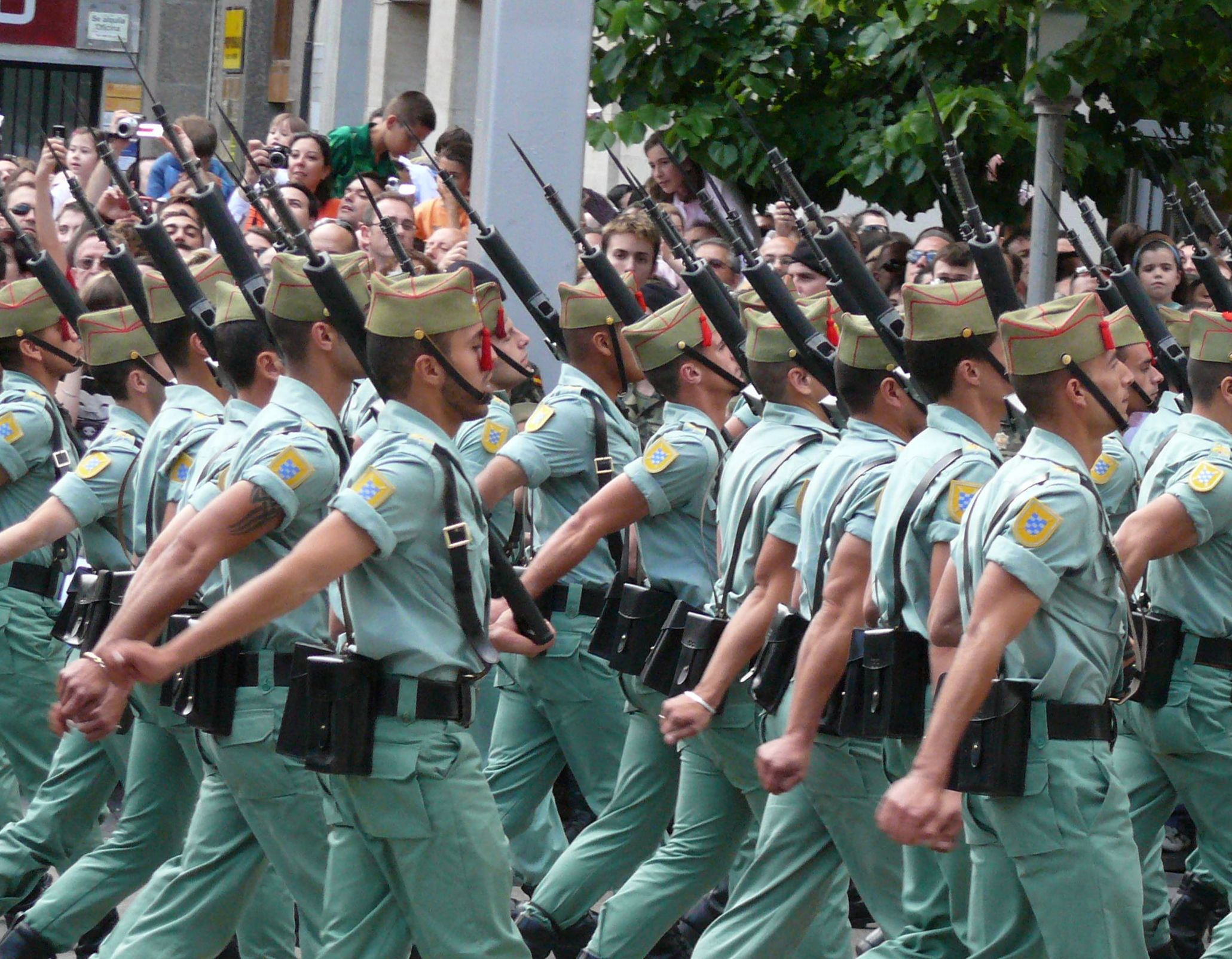
Parade der Legion (2008)

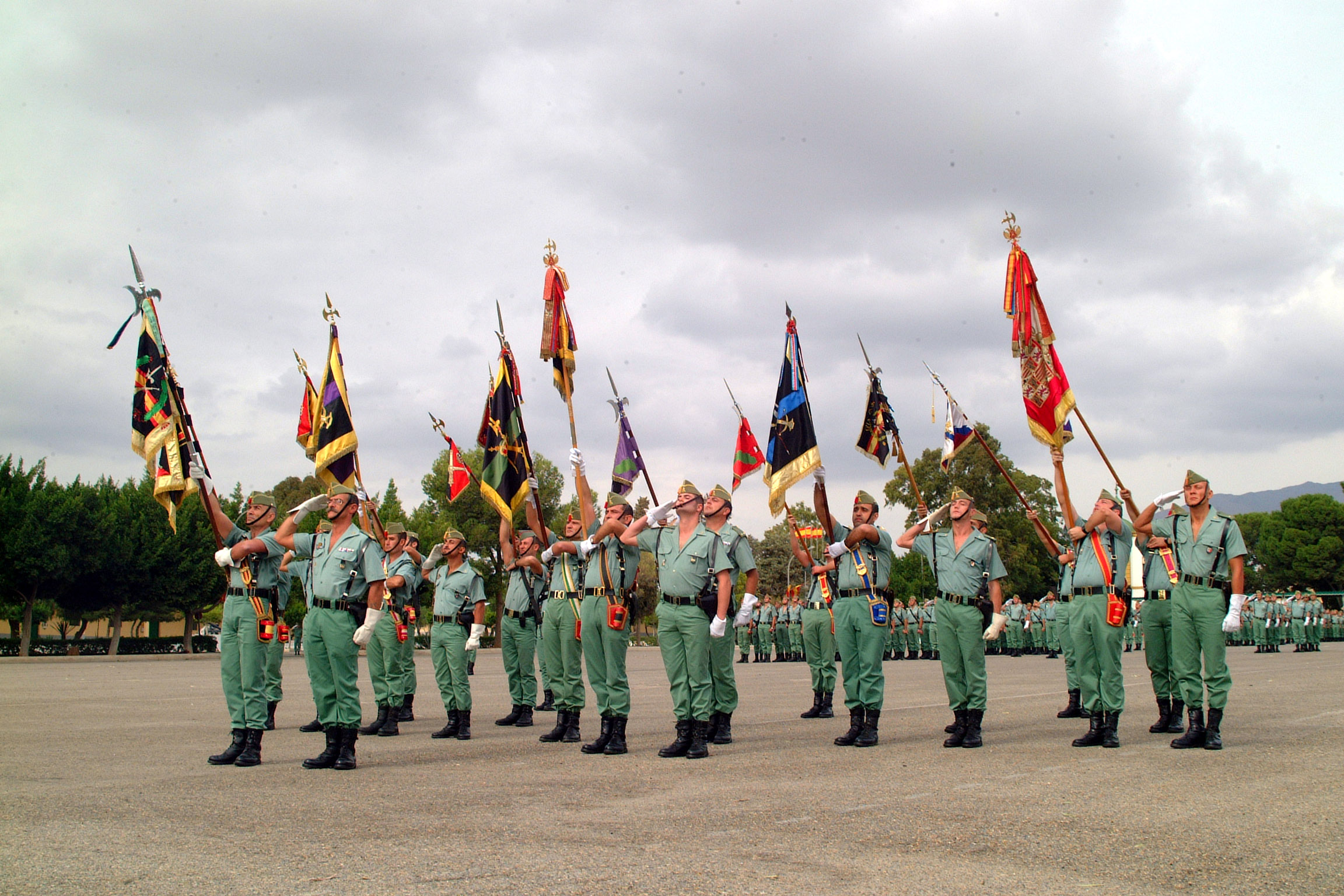
Die Fahnen der Regimenter der Legion

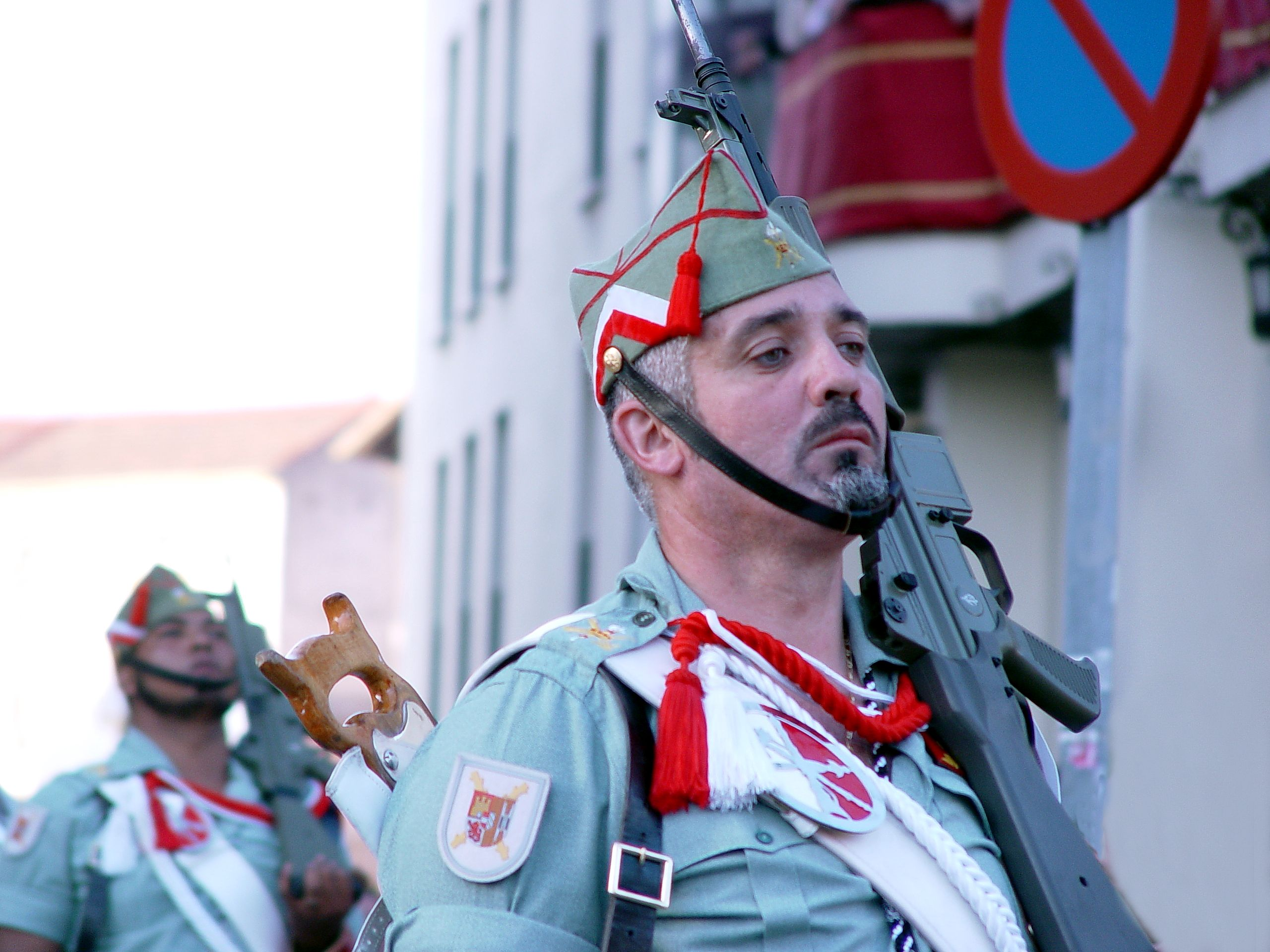
Zwei Legionäre bei einer Parade

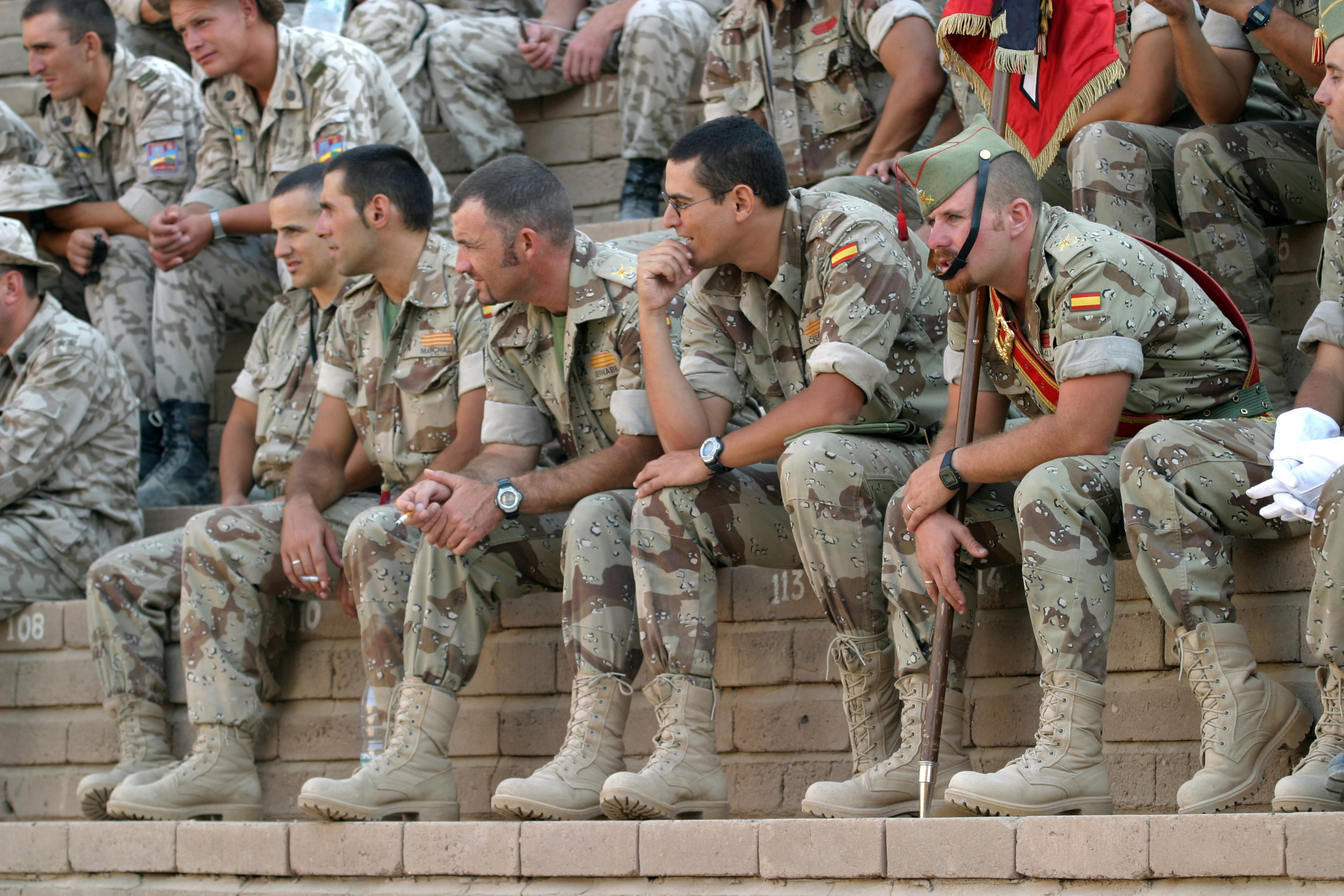
Soldaten der Spanischen Legion im Irak

Die Spanische Legion (span. Legión Española), vormals die spanische Fremdenlegion, ist eine militärische Eliteeinheit der spanischen Streitkräfte. Sie wurde als spanisches Pendant zur französischen Fremdenlegion unter dem Namen Tercio de Extranjeros für die spanischen Kolonien aufgestellt, ist heute jedoch keine Fremdenlegion mehr. Bevor Spanien seine afrikanischen Territorien aufgab, war die Legion in der damaligen Spanisch-Sahara stationiert.

## Struktur
Die Truppenstärke der spanischen Legion liegt heute bei 8000 Soldaten, in der heute auch Frauen dienen. Es handelt sich um einen Großverband der Infanterie mit Unterstützungs- und Führungstruppenteilen der spanischen Armee mit einem Bataillon der Fallschirmjäger. 
Die Legion besteht aus der Brigada de la Legión „Rey Alfonso XIII“ (BRILEG) (in Viator/Almería und in Ronda), der neben dem Stab der Legion (Cuartel General), Artillerie-, Logistik-, Aufklärungs-, Fernmelde- sowie Pioniereinheiten (Zapadores), das Tercio „D. Juan de Austria“, 3° de la Legion (alle genannten Einheiten stationiert in Viator/Almería), sowie das Tercio „Alejandro Farnesio“, 4° de la Legion (in Ronda) angehören und zwei einzelnen Tercios, dem Tercio „Gran Capitán“ 1º de la Legión (in Melilla) und dem Tercio „Duque de Alba“ 2º de la Legión (in Ceuta).

## Geschichte
Gegründet wurde die spanische Fremdenlegion durch ein am 28. Januar 1920 erlassenes königliches Dekret zur Aufstellung einer Eliteeinheit zur besonderen Verwendung gegen rebellierende Einheimische in Marokko. Aufgebaut wurde sie im Wesentlichen von José Millán Astray. Der Anteil ausländischer Freiwilliger lag bei rund 25 %. Zu Beginn hatte die Einheit 500 Mann und eine Mindestverpflichtungszeit von fünf Jahren. Während des Rifkriegs war die Fremdenlegion an zahlreichen Übergriffen und Massakern an der Zivilbevölkerung beteiligt. Rund ein Drittel der eingesetzten Mannschaftsdienstgrade wurde während des Krieges getötet. Die Mehrheit der dienenden Ausländer kam aus Portugal, einige Hundert aus Deutschland. Während des Krieges kam es zu Desertionen aus der Armee. Nach dem Krieg gegen die Rifkabylen unter Abd el-Krim (1919–1926) übernahm die Legion eine Führungsrolle in der militärischen Kontrolle der Kolonialgebiete.
Im Spanischen Bürgerkrieg ab 1936 stand die Legion auf Seiten des aufständischen Generals Francisco Franco gegen die republikanische Regierung. 
Während der 1950er und 1960er Jahre kämpfte die spanische Legion vorwiegend in Nordafrika. 1961 wurde das Fallschirmjäger-Bataillon aufgestellt. 1969 kämpften die Legionäre in Marokko und angrenzenden Gebieten. Nach dem Tod von General Francisco Franco am 20. November 1975 wurde die spanische Legion nach Spanien zurückverlegt.
1987 wurde von der spanischen Regierung beschlossen, keine Ausländer mehr in die Reihen der spanischen Legion aufzunehmen. Spanische Legionäre, die nicht gebürtige Spanier sind, versehen jedoch weiterhin ihren Dienst in der Legion. Nach 2000 wurde diese Regel so weit gelockert, dass auch Ausländer, deren Muttersprache Spanisch ist, in alle Einheiten der spanischen Armee aufgenommen werden können, auch in die ehemalige Fremdenlegion. 
Die spanische Legion nahm an UNO-Friedensmissionen und NATO-Kampfeinsätzen, u. a. in Bosnien, Kosovo, Irak, Afghanistan und dem Kongo, teil.

## Esprit de corps
- Alle Mitglieder der Legion werden mit Caballero Legionario (etwa: Ritter Legionär[2]) angesprochen. Für Frauen wurde nach ihrer Zulassung der Titel Dama Legionaria (etwa: Dame Legionärin[3]) eingeführt.
- Die offizielle Hymne der Legion ist La canción del legionario (dt. „Das Lied des Legionärs“).[4][5]
- Die inoffizielle Hymne der Legion ist El novio de la muerte (dt. „Der Bräutigam des Todes“). Die Hymne wird zu feierlichen Anlässen gesungen, wie zum Beispiel beim Umzug mit dem Cristo de la Buena Muerte (Skulptur des „Christus des guten Todes“, einem Paso, der eng mit der Legion in Verbindung steht) zur Semana Santa in Málaga.[6] Legionäre erhalten die Fremdbezeichnung novios de la muerte (dt.: Bräutigam/Freund des Todes).
- Das Motto ¡Viva la muerte! („Es lebe der Tod!“), angeblich geprägt von Millán Astray, steht im kollektiven Gedächtnis eng mit der Legion in Verbindung, war jedoch nie ein offizielles Motto der Legion.[7]
- Für Notlagen hat sich der Hilferuf ¡A mí la legión! (dt. „Zu mir, Legion!“) eingebürgert. Legionäre in Hörweite sind ihren Kameraden, anderen Einheiten weltweit ähnlich, zur bedingungslosen und vollständig versuchten Rettung verpflichtet. Auch Leichen dürfen nicht zurückgelassen werden.
- Legionäre dürfen Bärte tragen und das Hemd offen. Tätowierungen sind erlaubt.
- Die spanischen Legionäre tragen ein grünes Schiffchen mit roten Kordeln.
- Der Marschschritt ist mit 140 bis 160 Schritten pro Minute der leichten Infanterie gegenüber regulären spanischen Einheiten wesentlich schneller.
- Die Offiziere der Legion tragen die Pistole nach alter Infanterietradition links.
- Die Legion bewahrt den Augapfel ihres Gründers José Millán Astray wie eine Reliquie auf.
- Maskottchen der Legion ist ein Ziegenbock mit goldgefärbten Hörnern, der auf Paraden immer von einem Legionär geführt wird. Er trägt dabei eine Decke aus der Truppenfahne und wird an einem Band in den spanischen Nationalfarben geführt.[8]

## Bekannte Angehörige
- José Millán Astray, von 1920 bis 1923 erster Kommandeur der Legion.
- Francisco Franco, von 1920 bis 1923 stellvertretender Kommandeur und von 1923 bis 1926 der Kommandeur der Legion
- Sixto von Bourbon-Parma, im Jahre 1965  acht Monate in der Legion. Als seine Identität entdeckt wurde, musste er die Legion verlassen.
- Pino Rauti, italienischer neofaschistischer Politiker.
- Nacho Vidal, spanischer Pornodarsteller und Filmregisseur.